# Smurf: Rescue in Gargamel's Castle
Smurf: Rescue in Gargamel's Castle (Tradução: "Smurf: Resgate no Castelo de Gargamel") é um jogo eletrônico de plataforma lançado para Atari 2600 e para ColecoVision onde um valente Smurf deve enfrentar desafios e salvar Smurfette do castelo do terrível Gargamel. A versão desse jogo para Intellivision foi planejado, porém, nunca foi desenvolvido.
Embora esse jogo foi criado antes dos jogos terem rolagem de tela cada vez que o jogador anda até o fim da tela, o jogo oferece uma mudanca do cenário do mesmo ambiente. Em ColecoVision, quando o jogador chega ao fim da tela, a tela faz uma rolagem para o outro cenário.

## Jogabilidade
Durante o jogo, o jogador controla o Smurf e ele precisa começar sua aventura dentro da Vila Smurf para entrar em uma floresta. Em seguida, o jogador precisar atravessar os campos abertos, uma caverna até chegar no castelo do terrível Gargamel para salvar Smurfette das garras do vilão. Durante o jogo, o jogador possu uma barra de energia que diminui ao passar do tempo, que quando chega à zero, o jogador perde uma vida.
Dentro do jogo de rolagem horizontal, o jogador precisa superar vários obstáculos perigosos, como pular sobre a cerca, desviar de estalagmites de cavernas e pisar com cuidados nos chãos elevados. Quando o jogador falha em enfrentar os obstáculos, ele perde instantaneamente. Em cada nível que passa, os desafios se tornam mais difíceis, e o jogador precisa enfrentar grandes dificuldades com aparições de aranhas e morcegos na qual o jogador deve desviar.